# Moctezuma (Buenos Aires)
Moctezuma es una localidad de la provincia de Buenos Aires, Argentina, perteneciente al partido de Carlos Casares.

## Ubicación
Se encuentra a 33 km al noroeste de la ciudad de Carlos Casares, accediéndose por la ruta provincial 50.

## Historia
Moctezuma nace como colonia de inmigrantes procedentes de diversas partes de Europa, pero principalmente poblada por inmigrantes judíos, a quienes se les unirían familias de origen italiano, gallego, vasco, y una pequeña colonia canaria.
En esta colonia se edificó una de las primeras sinagogas de Argentina donde los primeros colonos judíos se reunían a orar, realizar sus rituales y observar sus festividades.

## Población
Cuenta con 471 habitantes (Indec, 2010), lo que representa un incremento del 5,8% frente a los 445 habitantes (Indec, 2001) del censo anterior.
| Gráfica de evolución demográfica de Moctezuma entre 1991 y 2010 |
|                                                                 |
| Fuente: Censos nacionales del INDEC                             |

## Personalidades
- Roberto Mouras, piloto de automovilismo tricampeón de TC 1983, 1984, 1985 con Dodge.
- Roberto José Mouras mantiene aun post mortem, el récord histórico de haber ganado 6 carreras consecutivas en el Campeonato argentino de Turismo Carretera en el año 1976. Aún con esa seguidilla de triunfos no pudo lograr el campeonato.
- También es el segundo más ganador de carreras de la historia del Turismo de Carretera con 50 triunfos, luego de Juan Galvez con 56 carreras.